# Znamenoseț, Stara Zagora
Znamenoseț (în bulgară Знаменосец) este un sat în comuna Radnevo, regiunea Stara Zagora,  Bulgaria. 

## Demografie
Componența etnică a satului Znamenoseț
     Bulgari (98,84%)
     Nicio identificare (1,15%)
     Altele (0%)
La recensământul din 2011, populația satului Znamenoseț era de 606 locuitori. Din punct de vedere etnic, majoritatea locuitorilor (98,84%) erau bulgari. Pentru 1,15% din locuitori nu este cunoscută apartenența etnică.